# Thorsten Moriße
Thorsten Paul Moriße (* 6. Oktober 1964 in Wilhelmshaven) ist ein deutscher Politiker (AfD). Seit 2022 ist er Abgeordneter des Niedersächsischen Landtags.

## Leben
Nach dem Realschulabschluss ließ Moriße sich zum Maurer und Betonbauer ausbilden. Von 1983 bis 1987 diente er bei der Luftwaffe. Er besuchte die Meisterschule und war bis zu seinem Einzug in den Landtag als Handwerksmeister im Hochbau tätig. Zudem ist er Gebäudeenergieberater. Er ist verheiratet, hat sechs Kinder und lebt in Wilhelmshaven.

## Politik
Moriße ist Gründungsmitglied der AfD Niedersachsen. Er ist Kreisvorsitzender der AfD in Wilhelmshaven. Seit den Kommunalwahlen in Niedersachsen 2016 ist er Mitglied des Stadtrats von Wilhelmshaven und Vorsitzender der dortigen AfD-Fraktion.
Moriße kandidierte bei der Landtagswahl in Niedersachsen 2017 und bei der Landtagswahl in Niedersachsen 2022 im Wahlkreis Wilhelmshaven. Bei der Landtagswahl 2017 verfehlte er den Einzug in den Landtag. Bei der Landtagswahl 2022 zog er über Platz 12 der AfD-Landesliste in den Landtag ein.